# ماي اتش دي
شركة ماي إتش دي هي شبكة قنوات تلفزيونية تأسست عام 2012 ومقرها مدينة دبي للأعلام، وهي المنصة التلفزيونية الرائدة والأولى ذات التكلفة المنخفضة للبث التليفزيوني المباشر للمنازل. أقفلت الشركة فجأة يوم 15 مايو 2020، و تركت عدداً كبيراً من المشتركين بدون خدمة حيث توقفت كل قنواتها عن العمل.
قدّمت ماي اتش دي باقة متنوعة من أكثر من 57 قناة تليفزيونية منها 46 قناة عالية الوضوح، والتي توفر أفضل تجربة مشاهدة وبأقل سعر لعملائها في الشرق الأوسط وشمال إفريقيا.
وتتضمن باقة القنوات المتميزة المتاحة للمشتركين تسع قنوات تابعة لمجموعة أم بي سي (MBC) بتقنية البث عالي الوضوح 2 منهما متوفرتين حصرياً على "ماي إتش دي"، قناتي "ديسكفري ساينس إتش دي" و"أنيمال بلانيت إتش دي"وخمسة قنوات تلفزيونية حصرية عالية الوضوح من روتانا، وأربعة قنوات تلفزيونية حصرية عالية الوضوح لتليفزيون شبكة النهار، وست قنوات عالية الوضوح حصرية تابعة لشبكة أوليمبوسات (Olympusat)، بالإضافة إلى مجموعة من القنوات التلفزيونية الجديدة والحصرية مثل قناة HDPhysiqueTV وقناة CMusic.
وصلت الشركة إلى الأسواق العالمية من خلال عقد اتفاقيات مع كبرى القنوات التلفزيونية العالمية منها "جي إم ايه انترناشيونال "الشبكة التلفزيونية الأرضية الأولى في الفلبين وذلك من أجل تعزيز تجربة المشاهدة لعملائها في المنطقة.
تتوفر قنوات ماي إتش دي التلفزيونية على عدد كبير من أجهزة الاستقبال الرقمية العالمية ذات الجودة العالية المتطابقة مع تكنولوجيا ماي إتش دي المزوِّدة بنظامي الوصول الشرطي ارديتو وكونكس، وتتضمن هذه الأجهزة نماذج "هيوماكس" Humax وAltech UEC وGalaxis وCambridge في دول الخليج، و"إن إتش إي" NHE في الكويت، و"تروفيو" TruView في المملكة العربية السعودية، و"تي في كوم" Tevicom في المغرب.
ولدى الشركة شبكة واسعة من وكلاء التوزيع في الشرق الأوسط وشمال أفريقيا، وتتوفر أجهزة الاستقبال الفضائية وبطاقات ماي إتش دي لدى الموزعين المعتمدين في مراكز التسوق والمتاجر الكبرى في المنطقة مثل كارفور، باندا، لولو، شرف دي جي، إية ماكس، هايبر باندا، بجانب العديد من نقاط البيع.

## الباقات
يوجد ثلاث باقات
- My-Arab TV
- My-GMA TV
- GOBX

### الباقات الحالية
- My العائلية
- My الأفلام
- My الوثائقية
- المجد
- My GMA

## القنوات

### الترفيه
1. MBC1 HD (عربي)
2. MBC4 HD (إنجليزي-عربي)
3. MBC PERSIA HD (فارسى)
4. الحياة (قناة) HD (عربي)
5. ONTV HD (عربي)
6. الحياة دراما HD (عربي)
7. روتانا خليجية HD (عربي)
8. روتانا + HD (عربي)
9. LBC HD (عربي)
10. إف إكس HD (إنجليزي)
11. إم تي في HD (إنجليزي-عربي)
12. STAR WORLD HD (إنجليزي)
13. ITV CHOICE HD (إنجليزي)
14. GMA PINOY TV (فلبيني)
15. قناة المحور TV HD (عربي)

### الافلام والمسلسلات
1. MBC2 HD (إنجليزي-عربي)
2. MBC Action HD (إنجليزي-عربي)
3. MBC Max HD (إنجليزي-عربي)
4. MBC Bollywood HD (إنجليزي-عربي)
5. MBC Drama HD (عربي)
6. إم بي سي بلاس دراما HD (عربي)
7. Fox روايات (عربي)
8. روتانا سينما مصر HD (عربي)
9. روتانا أفلام + HD (عربي)
10. dmc HD (عربي)
11. روتانا سينما السعودية HD (عربي)
12. My Cinema HD (إنجليزي-عربي)
13. FilmBox HD (إنجليزي-عربي)
14. FilmBox Arthouse HD (إنجليزي-عربي)
15. Fox Action Movies HD (إنجليزي-عربي)
16. Fox Family Movies HD (إنجليزي-عربي)
17. Fox Crime HD (إنجليزي)
18. Cinemachi Movies HD (إنجليزي)
19. Star Movies HD (إنجليزي)

### وثائقي
1. أنيمال بلانت HD (إنجليزي-عربي)
2. ناشيونال جيوغرافيك HD (إنجليزي-عربي)
3. DISCOVERY SCIENCE HD (إنجليزي)
4. DOCU BOX HD (إنجليزي)
5. NATIONAL GEOGRAPHIC WILD HD (إنجليزي)
6. PLANET EARTH HD (إنجليزي)
7. CBC دراما HD (عربي)

### أطفال
1. إم بي سي 3 HD (عربي-إنجليزي)
2. gulli (فرنساوي)
3. gulli بالعربي (عربي-فرنساوي)
4. لعب وجد HD (عربي)
5. FIX & FOXI (إنجليزي-عربي)
6. CINEMACHI KIDS HD (إنجليزي)
7. Duck TV (إنجليزي)
8. ZooMoo HD (إنجليزي)
9. Nickelodeon (فرنساوي)
10. .Nick Jr (فرنساوي)
11. TeN TV HD (عربي)
12. JIM JAM (عربي)
13. TIJI (إنجليزي)
14. كرتون نتورك بالعربية (عربي)
15. Baby TV HD (إنجليزي)
16. CHU CHU (إنجليزي)

### نمط الحياة
1. ENGLISH CLUB TV (إنجليزي)
2. FASHIONBOX HD (إنجليزي)
3. FOX LIFE HD (إنجليزي)
4. أون دراما HD (عربي)
5. MBC IRAQ HD (عربي)
6. GMA LIFE TV (فلبيني)

### أغاني
1. MYME TV (عربي-فرنساوي)
2. MUSIC 24 HD (إنجليزي)
3. M+ HD (عربي)
4. Free TV (إنجليزي-عربي)
5. 360TUNEBOX HD (إنجليزي)
6. MUSIC ALWAYS HD (إنجليزي)
7. NAT GEO MUSIC HD (إنجليزي)
8. MUSICA SIEMPRE HD (إنجليزي)
9. STINGRAY DJAZZ HD (إنجليزي)
10. STINGRAY ICONCERTS HD (إنجليزي)

### رياضة
1. FAST & FUN HD (إنجليزي)
2. dmc دراما HD (عربي)
3. My Sports 1 HD (إنجليزي)
4. FIGHTBOX HD (إنجليزي)
5. GAMETOON HD (إنجليزي)
6. MOTORVISION HD (إنجليزي)
7. WOW TV HD[3] (إنجليزي)
8. بي إن سبورتس 1-2-3-4-5-6-7-8-9-10-11-12-13-14-15-16 (عربي-إنجليزي-فرنسي)

### أخبار
1. قناة العربية HD (عربي)
2. تي آر تي العربية (عربي)
3. فرانس 24 عربي HD (عربي)
4. CBC HD (عربي)
5. فرانس 24 إنجليزي HD (إنجليزي)
6. يورونيوز HD (إنجليزي)
7. TRT WORLD (إنجليزي)
8. GMA NEWS TV (فلبيني)

### شبكة المجد
1. المجد
2. المجد للقرآن الكريم
3. المجد للحديث النبوي
4. المجد العلمية
5. المجد الإخبارية
6. المجد الوثائقية
7. المجد الطبيعية
8. ماسة